# Breurey-lès-Faverney
Breurey-lès-Faverney é uma comuna francesa na região administrativa de Borgonha-Franco-Condado, no departamento de Alto Sona. Estende-se por uma área de 19,48 km². Em 2010 a comuna tinha 657 habitantes (densidade: 33,7 hab./km²).